# Kiskeya neibae
Kiskeya neibae là một loài bọ cánh cứng trong họ Chrysomelidae. Loài này được Konstantinov & Chamorro-Lacayo miêu tả khoa học năm 2006.